# Verband Plauener Ballspielvereine
Der Verband Plauener Ballspielvereine (VPB) war ein lokaler Fußballverband in der sächsischen Stadt Plauen. Der VPB wurde am 25. Juni 1905 gegründet, um bislang nicht organisierten lokalen Vereinen eine regelmäßige Spielgelegenheit zu bieten. 
In der Saison 1905/06 erweiterte der Verband Mitteldeutscher Ballspiel-Vereine (VMBV) seinen eigenen Spielbetrieb und fügte den bis dato bestehenden beiden südlichen Gauen I (Leipzig/Halle) und II (Dresden/Chemnitz/Mittweida) mit dem Gau III Südwestsachsen einen weiteren hinzu. Die Dresdner Vereine verblieben im Gau II, während Mittweida und Chemnitz in den neuen Gau wechselten. Neu hinzu kam der größte Plauener Verein, der 1. Vogtländische FC. Ursprünglich sollte auch der 1. VFC noch an den Punktspielen des Verbandes Plauener Ballspielvereine teilnehmen, nahm dann aber die Gelegenheit wahr sich mit stärkeren Clubs in der Region zu messen und nahm an der Meisterschaft des VMBV teil. 
Mitglieder des Verbandes Plauener Ballspielvereine wurden der FC Apelles, FC Britannia, FC Germania, FC Sachsen, VfB, FC Victoria und der 1. VFC, der aber nur mit seinen Reservemannschaften teilnahm. Die Meisterschaft wurde in drei Spielklassen ausgespielt. Die ersten Mannschaften spielten in der A-Klasse, bis auf den VfB Plauen (B-Klasse) und FC Victoria Plauen (C-Klasse). Alle Spiele der A-Klasse fanden auf dem Platz des 1. Vogtländer FC statt, vermutlich genügten die anderen Plätze nicht den Minimalanforderungen. Ungewöhnlich war, das man zu dieser Zeit in Plauen nur zweimal 40 Minuten spielte, was in anderen Verbänden schon lange abgeschafft war.
Nur sehr wenige Resultate wurden gemeldet. Mitte Dezember wurde der FC Sachsen Plauen „wegen wiederholter, ersichtlicher Vergehen gegen die Satzungen“ bis zum 1. September 1906 disqualifiziert. 
Für die Saison 1906/07 bildete der Verband Mitteldeutscher Ballspiel-Vereine im Gau III Südwestsachsen mit dem Vogtland einen neuen Unterbezirk unter der 1. Spielklasse. Von den an der Meisterschaft 1905/06 des VPB teilgenommenen Mitgliedsvereinen wechselte nur der FC Germania Plauen in diese neue Spielklasse sowie zwei andere Plauener Clubs.
Um die Mitgliedsvereine des VPB in den Verband Mitteldeutscher Ballspiel-Vereine zu locken, machte man den Clubs ein besonderes Angebot. Anstatt der üblichen "Kopfsteuer" (Verbandsabgabe pro Vereinsmitglied) sollten die Clubs nur ein Drittel dieses Betrages zahlen. Am 5. Februar 1907 trat der Verband Plauener Ballspielvereine mit seinen mittlerweile neun Mitgliedsvereinen dem VMBV bei. Ob vom VPB in der Saison 1906/07 noch eine eigene Meisterschaft ausgetragen wurde, ist nicht überliefert. 1907/08 wird der Unterbezirk Vogtland in einen eigenen Gau umgewandelt, wodurch der Meister auch an der Endrunde um die Meisterschaft des Verbandes Mitteldeutscher Ballspiel-Vereine teilnehmen kann.